# Rainier Wolfcastle
Pour les articles homonymes, voir McBain.
Rainier Luftwaffe Wolfcastle (McBain) est un personnage fictif de la série animée télévisée Les Simpson.

## Profil
Rainier Wolfcastle est un acteur de cinéma has-been. C'est une caricature de l'acteur et politicien Arnold Schwarzenegger notamment dans son rôle dans Commando (extrêmement violent et impulsif).
Il joue dans un certain nombre de films, qui ont quasiment tous été des échecs (une importante partie de sa filmographie est révélée dans l'épisode Escroc à grande échelle).
On apprend son second prénom, Luftwaffe, lors de l'épisode Homerazzi. Dans le même épisode, Wolfcastle se marie à Maria Shriver Kennedy Quimby (qui possède un lien de parenté avec Joe Quimby, le maire de Springfield — l'épouse d'Arnold Schwarzenegger, Maria Shriver, est une nièce de John Fitzgerald Kennedy).
Rainier Wolfcastle semble avoir des ambitions politiques, comme le prouve sa candidature au poste de maire durant les élections du nouveau maire. Il est membre du groupe des républicains de Springfield (où on retrouve notamment Burns, Krusty et un riche texan).
Il semblerait que Rainier ait des origines autrichiennes (son accent en version originale est plus proche de l'accent autrichien que de l'accent allemand), lors de l'épisode La Garderie d'Homer Wolfcastle accueille les joueurs en leur disant :  " Guten Tag ! "
[ Bonjour ! ].
Dans l'épisode Marge reste de glace on apprend que Rainier est divorcé, au moins trois fois selon l'épisode Les Muscles de Marge.

## Préjugés
Il s'avère que Wolfcastle serait un antisémite ou un néo nazi, en effet, dans plusieurs épisodes certains de ses discours le prouvent : Dans  Enfin clown  Krusty le clown dit : 
" je croyais que j'étais qu'un juif qui se détestait, mais c'est encore pire, je suis carrément un antisémite " on voit alors Rainier Wolfcastle apparaître et qui lui dit : " Nous avons sûrement beaucoup de choses à nous dire".
Dans l'épisode Homer maire !, il se définit comme étant un "fils de nazi "

## Filmographie fictive
- Mâchoire d'acier
- La vraie affaire
- Explosion totale
- Le père du robot président
- Je te tire dans la gueule
- Je te tire encore dans la gueule
- Frankenberry, le retour
- Frankenberry s'habille en Prada
- J'ai rétréci McBain
- La série McBain
- Le surdoué secret
- Un droïde du futur à la cour du roi Arthur
- Le commandant du camp de nudiste
- Diaper genie .
- Mon bébé est un monstre
- Il faut sauver la tata Ryan